# Округ Стивенс (Џорџија)
Округ Стивенс (енгл. Stephens County) је округ у америчкој савезној држави Џорџија.

## Демографија
По попису из 2010. године број становника је 26.175, што је 740 (2,9%) становника више него 2000. године.
| Група             | 2000.          | 2010.          |
| Белци             | 21.673 (85,2%) | 22.006 (84,1%) |
| Афроамериканци    | 3.053 (12,0%)  | 2.845 (10,9%)  |
| Азијати           | 145 (0,6%)     | 178 (0,7%)     |
| Хиспаноамериканци | 250 (1,0%)     | 633 (2,4%)     |
| Укупно            | 25.435         | 26.175         |